# Kramfors IF
Kramfors IF var en idrottsförening från Kramfors bildad under namnet GoIF Enighet Kramfors 15 maj 1904. Föreningen ägnade sig främst åt fotboll, men under slutet av 1940-talet bildades också en ishockeysektion. Hockeylaget vann Division III 1957 och 1965. Andra gången flyttades de upp i Division II och spelade där säsongen 1965/1966. 1971 slogs föreningen samman med Östby IF och BK Kramm till Kramfors-Alliansen.
|                          |
| Nyckelbricka Kramfors IF |

|                      |
| 60-års-pin från 1964 |

|                          |
| 40-årsjubileet 15/5 1944 |